# 大舍人寮
大舍人寮是日本律令制八省中的中務省所轄的寮署之一，負責皇宮（大內裏）內的夜間值班或警衛驅使、天皇行幸時的相關雜務等，唐名為宮闈局，主官為相當從五位上的大舍人頭。大舍人的選拔條件為正四位－從五位官員的子孫或正六位－從八位官員的成年嫡子（日本律令五位以上為貴族）。

## 職掌
大舍人乃是次於內舍人的天皇近侍，两者皆负责各种与天皇有关的杂务，以及皇宮的警衛工作，同时也是具有養成未來官員，培養候補人才功能的官署。最初在天平寶字元年（757年）頒布的《養老令》將大舍人定員為左右共800人，大同3年（808年）時，平城天皇將左大舍人寮和右大舍人寮合併為大舍人寮，後在弘仁十年（819年）縮減為共400人。

## 條件
- 大舍人的選拔條件：
  - 五位以上，正四位以下官員（即未成為公卿的官員）的子孫裡落選「內舍人」官職（內舍人共90名，且比大舍人更貼近天皇的生活）的人[3]
  - 正六位－從八位官員的成年滿21歲且未在朝廷任職的嫡子（日本律令五位以上為貴族）[3]

這些還沒當官的中下級官員嫡子，朝廷會根據其能力區分為上中下三等，上等便會被分配來大舍人寮擔任天皇近侍之一的「大舍人」，次之的中等則會被分配到兵衛府擔任天皇侍衛的「兵衛」，再次之的下等則會被分配到各役所擔任受驅使各項雜務的下級職員「使部」。

## 構成

### 長官
『頭』（從五位上）
《養老令·職員令》：「掌左右大舍人名帳。分番。宿直。假使。容儀事。」
大舍人頭為大舍人寮四等官中的長官，該官職的定員最初為左右各1名，後因左右合併，故自808年定員為1人。大舍人頭的職務主要負責指揮大舍人們對於天皇的供奉，以及管理大舍人的名簿以及組織相關勤務的分配，並且管理大舍人的夜間宮中值班。唐名稱為「宮闈令」、「主當令」。

### 次官
『助』（正六位下）
大舍人助為大舍人寮四等官中的次官，該官職的定員最初為左右各1名，後因左右合併，故自808年定員為1人。大舍人助還有一項任務，就是在天皇行幸各處時，負責擔任引領鳳輦的前行。唐名稱為「宮闈史」、「主當少令」。

### 判官
『大允』（正七位下）
大舍人大允為大舍人寮四等官中的上級判官，該官職的定員最初為左右各1名，後因左右合併，故自808年定員為1人。唐名稱為「宮闈丞」、「主當丞」。
『少允』（從七位下）
大舍人少允為大舍人寮四等官中的下級判官，該官職的定員最初為左右各1名，後因左右合併，故自808年定員為1人。唐名稱為「宮闈丞」、「主當丞」。

### 主典
『大屬』（從八位上）
大舍人大屬為大舍人寮四等官中的上級主典，該官職的定員最初為左右各1名，後因左右合併，故自808年定員為1人。唐名稱為「宮闈令史」、「主當錄事」。
『少屬』（從八位下）
大舍人少屬為大舍人寮四等官中的下級主典，該官職的定員最初為左右各1名，後因左右合併，故自808年定員為1人。唐名稱為「宮闈令史」、「主當錄事」。

### 職員
『大舍人』
大舍人是大舍人寮的主要人員，擔任宿直（夜間值班）的警衛以及受驅使去做各項雜事工作，行幸的時候擔任天皇供奉的侍從人員。而前來擔任大舍人的多為官僚子弟，故其也有儲備或養成未來官員的功能，與之相當級別的還有諸如「東宮舍人」、「中宮舍人」等。而较大舍人更高一等級別的便是屬於中務省下轄的「內舍人」，內舍人是挑選自四位到五位官員子孫裡面具備優良儀容和知識淵博的人擔任，乃是可以配刀隨侍天皇左右的侍從官，定員為90人。
『大歌生』
大歌生即學習過「大歌」的職員，是朝廷在如大嘗祭（天皇的即位儀式）、新嘗祭（祈求五穀豐登的重大宮中祭祀活動）、正月節會等大型節慶祭祀活動裡負責演唱歌謠的朝廷職員。